# Lakshmipathy Balaji
Lakshmipathy Balaji (Tamil லட்சுமிபதி பாலாஜி; * 27. September 1981 in Madras, Indien) ist ein indischer Cricketspieler, der zwischen 2002 und 2012 für die indische Nationalmannschaft spielt.

## Aktive Karriere
Balaji gab sein First-Class-Debüt in der Saison 2001/02 für Tamil Nadu. Sein Debüt in der Nationalmannschaft erfolgte dann im November 2002, als er gegen die West Indies sein erstes ODI absolvierte. Doch konnte er dort zunächst nicht überzeugen. Im Oktober 2003 folgte sein Test-Debüt gegen Neuseeland, doch auch dort verblieb er zunächst hinter den Erwartungen zurück. Bei einem Drei-Nationen-Turnier in Australien konnte er dann gegen den Gastgeber erstmals mit 4 Wickets für 48 Runs herausstechen. Im ersten Finale des Turniers gegen Australien folgten dann drei Wickets (3/52). Daran schloss sich eine Tour in Pakistan an, wo er in den ODIs abermals drei Wickets (3/62) erzielte. In der Test-Serie erreichte er im zweiten Spiel erneut drei Wickets (3/81), bevor ihm im dritten insgesamt sieben Wickets gelangen (4/63 & 3/108). In der Saison 2004 spielte er in einem Drei-Nationen-Turnier in den Niederlanden, bei dem er je drei Wickets gegen Pakistan (3/27) und Australien (3/20) erreichte. Zu Beginn der Saison 2004/05 verletzte er sich und verpasste so die ICC Champions Trophy 2004. Im März 2005 kam er nach der Verletzung wieder zurück ins Nationalteam und erreichte in der Test-Serie gegen Pakistan im ersten Spiel insgesamt neun Wickets (5/76 & 4/95).
In der Folge erlitt er eine Stressfraktur, die seine Karriere bedrohte. Er musste sich einer Rückenoperation unterziehen und daraufhin über drei Jahre sich mit geändertem Bowling-Bewegungsablauf wieder ans Spielen herantasten. Er kehrte zur Indian Premier League 2008 für die Chennai Super Kings wieder zurück. Zusammen mit einer erfolgreichen Ranji Trophy 2008/09 führte das dazu, dass er wieder in die Nationalmannschaft berufen wurde. Er absolvierte ein ODI in Sri Lanka für den verletzten Munaf Patel und wurde auch für die Test-Serie gegen Neuseeland nominiert, kam dort jedoch nicht zum Einsatz. Auch spielte er in der Saison für Wellington im nationalen neuseeländischen Cricket. Er wurde daraufhin für den Asia Cup 2009 nominiert, kam jedoch nicht zum Einsatz. So wurde er daraufhin nicht weiter im Kader berücksichtigt. In den folgenden Jahren agierte er als Kapitän von Tamil Nadu.
Eine gute Leistung in der Indian Premier League 2012 für die Kolkata Knight Riders, mit denen er den Titel gewann, sorgte dafür, dass er ins Twenty20-Nationalteam berufen wurde. Sein Debüt in diesem Format gab er im September 2012 gegen Neuseeland. Daraufhin wurde er für den ICC World Twenty20 2012 nominiert. Dort erzielte er im ersten Spiel drei Wickets (3/19) gegen Afghanistan. Im weiteren Verlauf der Gruppe erreichte er gegen Pakistan (3/22) und Südafrika (3/37) zwei weitere Male drei Wickets. Nach dem Turnier erlitt er eine Stressfraktur im Zeh und fiel so erneut aus dem Kader. In der Saison 2015/16 übernahm er die Rolle des Spielertrainers in Tamil Nadu und ein Jahr später trat er vom First-Class- und List-A-Cricket zurück.

## Nach der aktiven Karriere
Nach seinem Rückzug übernahm er die Rolle des Bowling-Coaches in Tamil Nadu und bei den Kolkata Knight Riders. Später wechselte er in die gleiche Rolle bei den Chennai Super Kings.